# 约翰·弗里德曼
约翰·弗里德曼（英語：John Friedmann, 1926年4月16日—2017年6月11日）是一位美国学者和城市规划师、温哥华英属哥伦比亚大学社区与区域规划学院荣誉教授、加州大学洛杉矶分校公共政策和社会研究学院名誉教授，专攻城市化过程的研究，尤其是中国为案例。他是一位高产学者，曾经出过16部单独著作和11部合著，撰写过超过150篇章节、文章和评论。

## 生平
1926年出生在奥地利第一共和国维也纳，1930年代由于对于犹太人迫害，随着父母移民到美国。1944年获得美国国籍。1955年博士毕业于芝加哥大学，1952年开始约翰·弗里德曼就在全世界各地教书，曾经在麻省理工学院待过四年，还在伯克利、约翰内斯堡、台湾等地当过客座教授。也曾经在德语区的马克斯普朗克学会施塔恩贝格分院、多特蒙德工业大学以及维也纳经济大学任教。是加州大学洛杉矶分校的建筑和规划学院的城市规划系的创建人，并从1969年起担任系主任直到1996年。后来转去不列颠哥伦比亚大学，2001年被选为不列颠哥伦比亚大学社区与区域规划学院荣誉教授。
1966年，他提出了区域发展的核心-边缘四阶段模型，并解释道：“在长期持续的经济增长的情况下，其本能是朝着空间经济的逐步一体化发展。”19年后，他的文章《世界城市假说》（The World City Hypothesis）引发了经济地理学、发展研究和规划方面的研究。他于1987年出版的《公共领域的规划：从知识到行动》（Planning in the Public Domain: From Knowledge to Action）一书被广泛用作全世界规划学校的教科书。
约翰·弗里德曼于2017年6月11日（当地时间）逝世，享年91岁。

## 家庭
妻子是莱奥妮·桑德科克，也是一位城市规划学者。

## 英文著作
- Friedmann, J. (2011) Insurgencies: Essays in Planning Theory, London and New York: Routledge,(ISBN 978-0-415-78152-7)
- Friedmann, J. (2005) China's Urban Transition, Minneapolis: University of Minnesota Press, (ISBN 0816646147 and ISBN 0816646155)
- Friedmann, J. (2002) The Prospect of Cities, Minneapolis: University of Minnesota Press (ISBN 0816638845)
- Friedmann, J. (1992) Empowerment: The Politics of Alternative Development, Oxford: Blackwell Publishers (ISBN 1557863008)
- Friedmann, J. (1987) Planning in the Public Domain: From Knowledge to Action, Princeton, NJ: Princeton University Press (ISBN 0691077436 and ISBN 0691022682)